# Mette Bloch
 Der er for få eller ingen kildehenvisninger i denne artikel, hvilket er et problem. Du kan hjælpe ved at angive troværdige kilder til de påstande, som fremføres i artiklen.

Mette Malene Bloch (født 13. februar 1966) er en dansk tidligere eliteroer og blev den første kvindelige danske verdensmester i roning. Hun vandt guld ved verdensmesterskaberne i både 1990 og 1992, og det blev bronze i 1991 og 1993.
Mette Bloch stoppede sin karriere første gang i 1994 og fik datteren Line i 1996, men hun tog derefter en sæson mere i 1998, hvor hun vandt World Cup-regattaen i München, men sidenhen blev hun syg og måtte afbryde sæsonen. Efter dette valgte hun at stoppe sin aktive karriere.
I dag har hun en forretning som foredragsholder og forfatter.